# Альберта Аженская
Альбе́рта (умучена около 286 года) — мученица Аженская. День памяти — 11 марта, 6 октября.

## Житие
Святая Альберта (Римская) по преданию была одной из первых жертв гонений времён императора Диоклетиана. Она, её сестра, святая Фе, и её брат, святой Капрэ (Капрасий) пострадали в Ажене, Галлия (ныне Гасконь, Франция). Согласно одному из преданий, они были обезглавлены один за другим.